# Cayratia
Cayratia är ett släkte av vinväxter. Cayratia ingår i familjen vinväxter.

## Dottertaxa tillCayratia, i alfabetisk ordning[1]
- Cayratia acris
- Cayratia acuminata
- Cayratia albifolia
- Cayratia anemonifolia
- Cayratia apoensis
- Cayratia auriculata
- Cayratia calcicola
- Cayratia cambodiana
- Cayratia cannabina
- Cayratia cardiophylla
- Cayratia cardiospermoides
- Cayratia ceratophora
- Cayratia ciliifera
- Cayratia clematidea
- Cayratia cordifolia
- Cayratia corniculata
- Cayratia cumingiana
- Cayratia daliensis
- Cayratia debilis
- Cayratia delicatula
- Cayratia emarginata
- Cayratia eurynema
- Cayratia fugongensis
- Cayratia geniculata
- Cayratia gracilis
- Cayratia hayatae
- Cayratia ibuensis
- Cayratia imerinensis
- Cayratia irosinensis
- Cayratia japonica
- Cayratia lanceolata
- Cayratia lineata
- Cayratia longiflora
- Cayratia maritima
- Cayratia medogensis
- Cayratia megacarpa
- Cayratia melananthera
- Cayratia menglaensis
- Cayratia mollissima
- Cayratia nervosa
- Cayratia novemfolia
- Cayratia oligocarpa
- Cayratia palauana
- Cayratia palmata
- Cayratia pedata
- Cayratia pellita
- Cayratia polydactyla
- Cayratia pterita
- Cayratia reticulata
- Cayratia ridleyi
- Cayratia roxburghii
- Cayratia saponaria
- Cayratia schumanniana
- Cayratia seemanniana
- Cayratia simplicifolia
- Cayratia tenuifolia
- Cayratia timoriensis
- Cayratia trifolia
- Cayratia triternata
- Cayratia vitiensis
- Cayratia wrayi
- Cayratia yoshimurae